# Nepenthes gymnamphora
Nepenthes gymnamphora este o specie de plante carnivore din genul Nepenthes, familia Nepenthaceae, ordinul Caryophyllales, descrisă de Christian Gottfried Daniel Nees von Esenbeck. Conform Catalogue of Life specia Nepenthes gymnamphora nu are subspecii cunoscute.

## Galerie de imagini

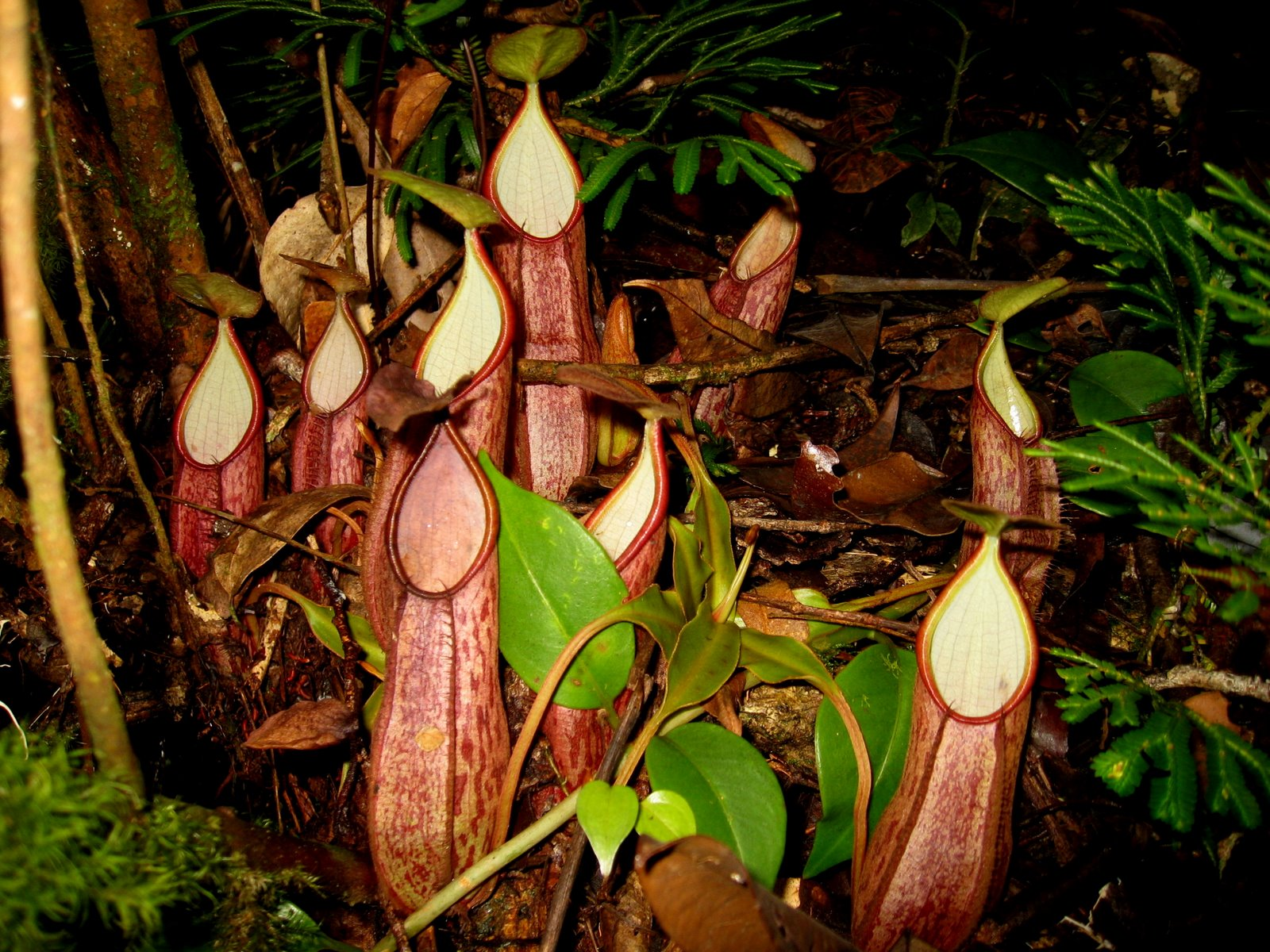
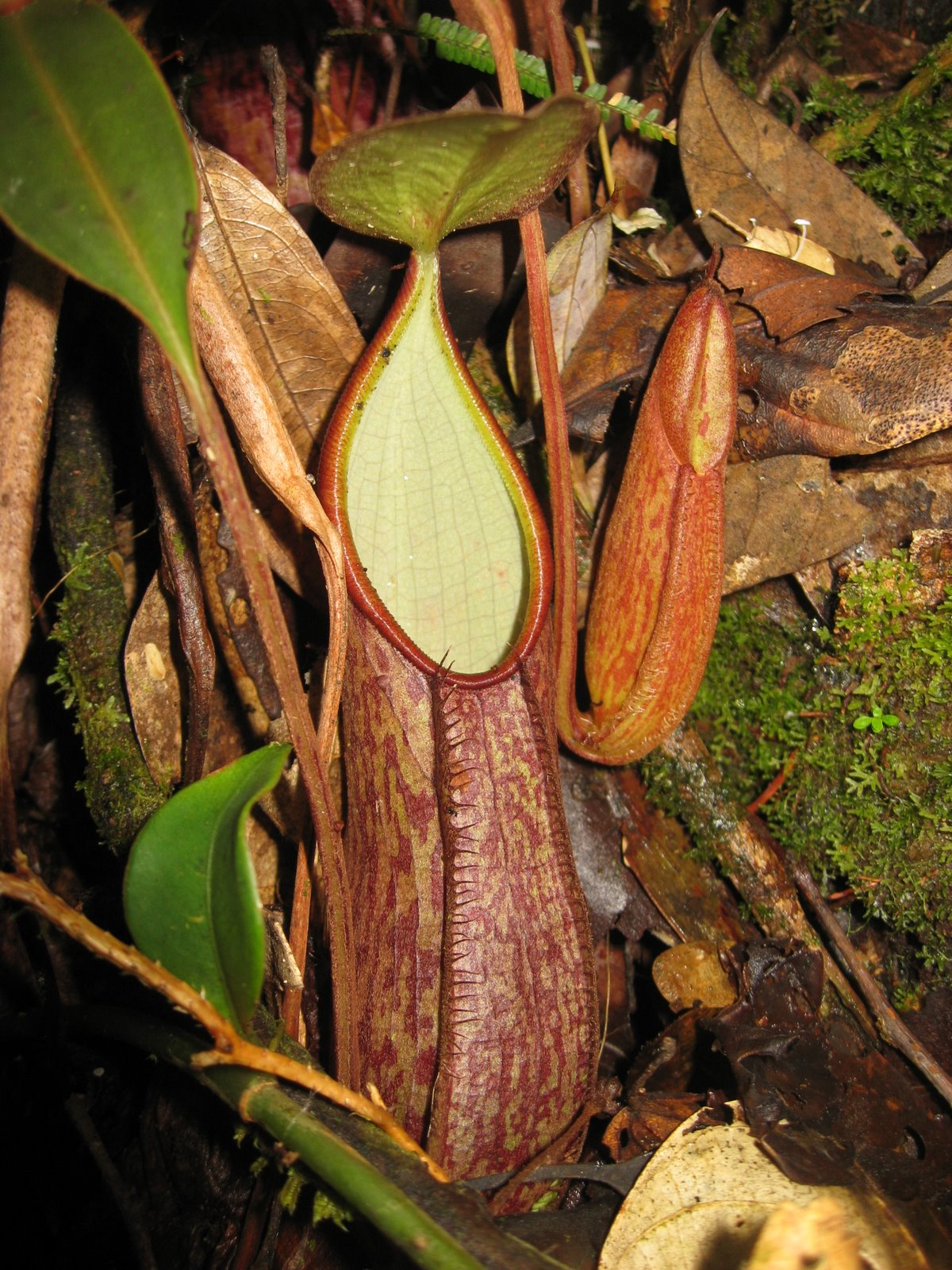
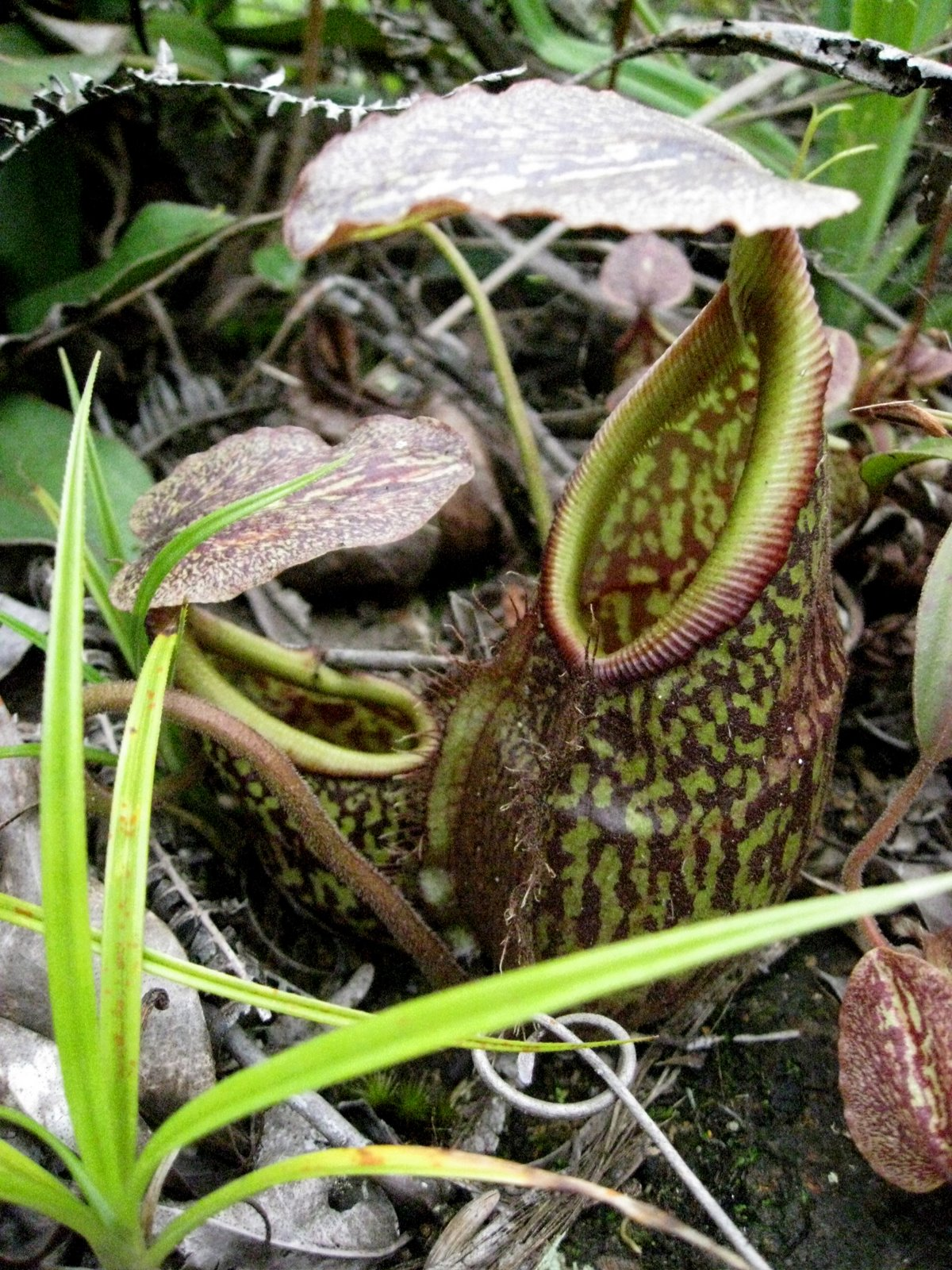
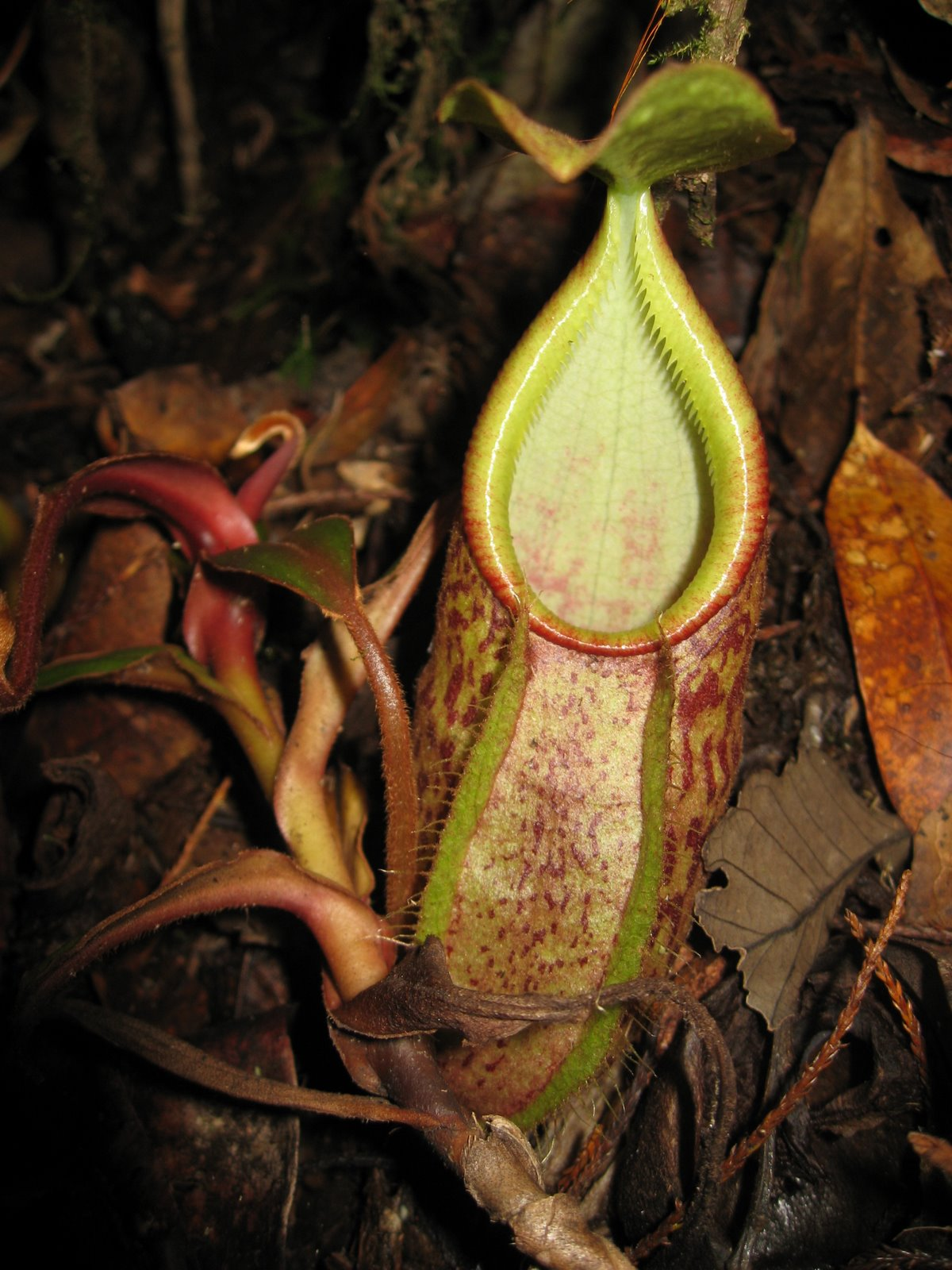
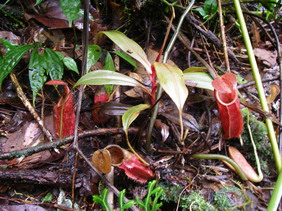
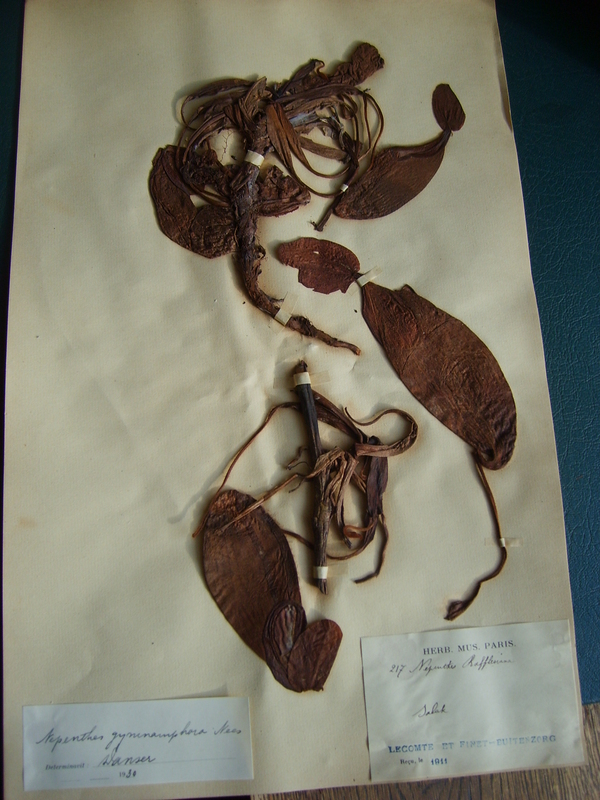